# John Reynolds
John Fulton Reynolds (20 de Setembro, 1820 - 1 de Julho, 1863) foi um militar profissional dos Estados Unidos da América. Durante a Guerra da Secessão combateu ao lado da União, alcançando a patente de major-general. Teve um papel importante na disposição inicial das tropas federais na Batalha de Gettysburg, mas foi morto logo no início dos combates.
Nasceu no condado de Lancaster, Pennsylvania. Em 1841 formou-se na academia militar de West Point. Lutou na Guerra Mexicano-Americana, onde foi brevetado Major pela coragem em combate.  Em 1860 assumiu a posição de Comandante dos Cadetes e Instrutor de Tática na Academia Militar de West Point, posto que ocupava no momento de irrupção da Guerra Civil.
Com início do conflito em 1861, foi promovido a Tenente Coronel do 14o. Regimento de Infantaria dos EUA. Em Maio do mesmo ano recebeu a patente de General de Brigada dos Voluntários. Em Junho de 1862, durante a Campanha da Península, foi capturado pelos confederados. Após dois meses retornou ao exército da União como comandante de divisão, após uma troca de prisioneiros.
Combateu na Segunda Batalha de Bull Run como parte do III Corpo do Exército. Durante a Campanha de Maryland comandou a Milícia de Pennsylvania, convocada em antecipação a possível invasão do estado.  Em seguida, assumiu o comando da I Divisão do Exército de Potomac, sendo promovido a General Major em Novembro de 1862. Nessa posição combateu na desastrosa Batalha de Fredericksburg.  Uma das suas Divisões, a de George Meade, foi a única a conseguir penetrar as linhas confederadas.
Após uma outra catástrofe, a Batalha de Chancellorsville, foi aceito o pedido de demissão do comandante do Exército de Potomac, Joseph Hooker. Diversas fontes afirmam que a posição foi oferecida para Reynolds, que a teria recusado por não obter garantias de autonomia e de ausência de interferências políticas, condições que julgava essenciais para o sucesso na função. O posto foi conferido ao George Meade, seu antigo subordinado.
Às vésperas de 1 de Julho de 1863, Reynolds recebeu a missão de ocupar a estratégica cidade de Gettysburg, conduzindo além do seu I Corpo também o III Corpo de Sickles e o XI corpo de Howard. Chegando nas proximidades da cidade no meio da manhã, encontrou a cavalaria federal de John Buford pesadamente pressionada pelos atacantes confederados. Enquanto, montado num cavalo, dirigia a sua vanguarda para substituir os exaustos cavalarianos, foi atingido por um tiro na cabeça e morto instantaneamente. A sua morte foi sentida como a perda de um dos mais capacitados lideres militares da União.